# لوچ‌های باله بلند
لوچ های باله بلند با نام علمی وایلانتلا (Vaillantella) ،  سرده کوچکی از لوچ‌ها هستند که در آسیای جنوب شرقی یافت می‌شوند. این جنس تنها عضوی از خانواده Vaillantellidae است که در سال 2012 توسط موریس کوتلات در بررسی خود از لوچ ها تأیید شده است. 

## گونه ها
- Vaillantella cinnamomea Kottelat ، 1994
- Vaillantella euepiptera ( Vaillant ، 1902)
- Vaillantella maassi MCW Weber & de Beaufort ، 1912

## مراجع
1. ↑  Kottelat, M. (2012): Conspectus cobitidum: an inventory of the loaches of the world (Teleostei: Cypriniformes: Cobitoidei). بایگانی‌شده  در ۱۱ فوریه ۲۰۱۳ توسط Wayback Machine The Raffles Bulletin of Zoology, Suppl. No. 26: 1-199.